# Eustachio Chita
Eustachio Paolo Chita, detto Chitaridd (piccolo Chita)  per la sua bassa statura (Matera, 30 novembre 1862 – Matera, 26 aprile 1896), è stato un brigante italiano, uno degli ultimi operanti in Basilicata. Con lui si concluse il fenomeno del brigantaggio postunitario mentre il banditismo nel XX secolo assunse in Italia risvolti sociali e politici.

## Biografia
Per l'epoca, quella di origine di Chita poteva dirsi una famiglia agiata: i genitori, Michele e Maria Giuditta Caione, coltivavano diversi tomoli di terreno e possedevano un centinaio di pecore. Tuttavia a causa della scelleratezza del padre, uomo frustrato e violento, la condizione economica della famiglia precipitò rapidamente fino a quando tutta la sua proprietà venne sequestrata e venduta all'asta per soddisfare i creditori. La vita della famiglia inoltre, fu sempre condizionata pesantemente dall'indole crudele del padre; lo stesso Eustachio veniva spesso picchiato, bastonato e lasciato digiuno a sorvegliare le pecore, fu anche ferito al capo da una pietra e colpito da una scure al torace. La madre dal canto suo fu colpita da una forma maniacale religiosa.
La situazione familiare insopportabile spinse Eustachio ad andar via da casa vivendo come un vagabondo in cerca di lavoro dovunque capitasse nelle campagne lucane e pugliesi.  Il Chita è considerato atipico perché operava come un brigante solitario piuttosto che con una banda. In realtà sebbene le scorrerie dei briganti fossero state represse negli anni 1861-1865, anni in cui Chita era bambino, l'esistenza del brigantaggio continuava a costituire un problema per il nuovo Stato italiano.
Negli anni Chita fu accusato di diversi omicidi, rapine ed estorsioni; braccato dalle autorità, fu costretto a nascondersi in una grotta, che ancora oggi porta il nome del brigante, nelle Murge, vicino allo Jazzo Vecchio, sul costone delle Gravine di Matera dove il brigante dimorò fino al termine della sua vita.
Le circostanze della sua morte sono poco chiare: sebbene risulti che sia stato ucciso durante una colluttazione con dei pastori che lo avevano sorpreso nel suo rifugio tuttavia durante il successivo processo si sospettò che gli stessi uccisori fossero suoi complici che temevano che una volta catturato il Chita li avrebbe traditi.
Nella grotta di Chita furono rinvenuti tra gli altri i seguenti oggetti: un fucile a due canne con retrocarica, un fucile ad una canna, due pistole a due canne, una pistola ad una canna, un coltello lungo da macellaio, un coltello da pastore con fodero in legno, un punteruolo, una lima col manico, un coltello a serramanico, tre scuri ben affilate, un portafogli di pelle contenente 40 Lire.
Nel 1900 i resti di Chita vennero riesumati e spediti a Torino dove furono analizzati dal professor Cesare Lombroso che li sottopose ad esami di fisiognomica, finalizzata a dimostrare un legame tra dimensioni del cranio e comportamenti antisociali. Ancora oggi le ossa del brigante materano si dovrebbero trovare nella città piemontese e alcuni discendenti lucani di Chitaridd, tra cui Michele Chita, si stanno battendo per restituirle alla sua terra di origine.